# Elizabeth Byrd
Elizabeth Byrd (Saint Louis (Missouri), 8 december 1912 - Tucson (Arizona), 11 mei 1989) was een Amerikaans schrijfster van voornamelijk historische romans.

## Leven
Ze was de dochter van Joseph Hunter en Emma (Howard) Byrd. Van 1932 tot 1933 bezocht ze de New York University. 
Tussen 1939 en 1945 was ze nieuwsschrijver voor het Columbia Broadcasting System. In 1942 en 1943 was ze Scriptschrijfster en actrice voor "What's News" voor radiostation WMCA, en tussen 1944 en 1950 was ze mederedacteur voor diverse literaire agentschappen in New York. Van 1951 tot 1953 beheerde ze haar eigen uitgeverij, Betty Byrd Associates. In 1956 werd Immortal Queen gepubliceerd, een roman over het leven van Maria Stuart, en het werd gelijk een bestseller.
Haar eerste echtgenoot was uitgever Don Phares, van wie ze later scheidde. Ze hertrouwde met de veel jongere Schot Barrie Gaunt, met wie ze naar Schotland verhuisde. Daar namen ze hun intrek in het kasteelachtige landhuis Leith Hall. In 1969 publiceerde ze het boek A Strange and Seeing Time, over haar ervaringen met de paranormale gebeurtenissen in het huis. Later verhuisden ze naar een oude watermolen aan de rivier de Dee, vlak bij Balmoral.

## Werk
Fictie:
- Immortal Queen (1956) vertaald als Onsterfelijke Koningin
- The Flowers of the Forest (1962) vertaald als Margaret van Schotland, de Versmade Koningin
- The Famished Land (1973)
- Long Enchantment (1973) vertaald als Rivale van de Koningin
- Rest Without Peace (1974)
- The Lady of Monkton (1975)
- I'll Get by (1975)
- Search for Maggie Hare (1976)
- Maid of Honour (1978)
- The Diamond (1979)
- It Had to Be You (1982)

Non-fictie:
- Ghosts in My Life (1968)
- A Strange and Seeing Time (1969)

- CiNii: DA08164544
- Gemeinsame Normdatei: 1187532452
- International Standard Name Identifier: 0000 0000 8159 4656
- Library of Congress Control Number: n50032944
- Bibliotheek van het Japanse parlement: 01070388
- Nationale bibliotheek van Australië: 35024450
- Nederlandse Thesaurus van Auteursnamen: 071115269
- Système universitaire de documentation: 178650269
- Virtual International Authority File: 79278592
- WorldCat: E39PBJbtpRw68hfxy9wTMDDg8C